# 入梅
入梅（にゅうばい、ついり、つゆいり）は、梅雨入りの時期に設定された雑節である。現在の日本では、太陽黄経が80°の時またはその日である。新暦（グレゴリオ暦）で6月11日ごろ。
対義語は出梅（しゅつばい、つゆあけ）だが、日本ではほとんど使われない。

## 気象上の入梅
本来は「梅雨入り」の漢語表現である。もちろん、地域と年により日付は異なる。
西関東方言では、梅雨の季節全体を「入梅」と呼ぶ。普通にいう「梅雨入りする」は「入梅に入る」という。
時候の挨拶で用いる「入梅の候」は、宛先の地で梅雨入りが発表されていることが前提となる。

## 暦学上の入梅
その名のとおり、梅雨入りの時期を前もって示すために導入された雑節である。農家にとって梅雨入りの時期を知ることは田植えの日取りを決めるのに重要だった。
ただし、入梅の厳密な定義は一定していなかった。

### 貞享暦以前
- 立春
- 雨水
- 啓蟄
- 春分
- 清明
- 穀雨
- 立夏
- 小満
- 芒種
- 夏至
- 小暑
- 大暑
- 立秋
- 処暑
- 白露
- 秋分
- 寒露
- 霜降
- 立冬
- 小雪
- 大雪
- 冬至
- 小寒
- 大寒

『日本歳時記』(1688) によると、和漢のさまざまな文献で、入梅・出梅の日は一定せず、以下のような諸説があった。
- 立夏後の最初の庚の日（5月10日ごろ）が入梅、芒種後の最初の壬の日（6月10日ごろ）が出梅 - 『埤雅』(1125)、閩人について
- 芒種後の最初の丙の日（6月10日ごろ）が入梅、小暑後の最初の未の日（7月12日ごろ）が出梅 - 『神枢』
- 芒種後の最初の壬の日（6月10日ごろ）が入梅、夏至後の最初の庚の日（6月26日ごろ）が出梅 - 『碎金録』
- 芒種後の最初の壬の日（6月10日ごろ）が入梅、小暑後の最初の壬の日（7月12日ごろ）が出梅 - 『本草綱目』(1596)
- 芒種後の最初の丙の日（6月10日ごろ）が入梅、出梅に関する引用なし - 『三元帰正』

付記した日付は、新暦（グレゴリオ暦）での日付のおよその平均である。節気は恒気で求め、節気当日をありうるとしている。ただしこれは平均で、いずれの入梅・出梅も十干を用いているため10日の幅があり、新暦側の置閏法の誤差なども加えて、±6日程度の変動幅がある。
なお、『本草綱目』での入梅を「芒種前の壬の日」とする文献があるが、間違いのようである。

### 貞享暦以後
日本では、貞享暦(1685) のころから暦に入梅が載るようになった。
その定義は「芒種後の最初の壬の日」だった。なお、芒種は太陽黄経75°の日。「壬（みずのえ）」は五行でいえば水の陽にあたる。
芒種が壬だった場合の扱いは、芒種当日とするか10日後の次の壬とするかは混乱があったが、しだいに芒種当日とするようになった。すなわち、芒種当日から9日後までである。新暦ではおよそ6月4日から6月16日までを変動し、平均すれば6月10日ごろとなる。
出梅は暦には載らなかったが、「小暑後の最初の壬の日」とされていた。この入梅と出梅の組み合わせは中国の『本草綱目』と同じである。

### 渋川則休
渋川則休は延享元年 (1744/45)、入梅の日と梅雨の日数を（すなわち間接的に出梅の日も）、次のように唱えた。
- 甲乙年は、芒種後の2番目の壬の日が入梅、梅雨は21日間
- 丙丁年は、芒種後の2番目の申の日が入梅、梅雨は7日間
- 戊己年は、芒種後の2番目の庚の日が入梅、梅雨は14日間
- 庚辛年は、芒種後の2番目の戌の日が入梅、梅雨は21日間
- （壬癸年に関する言及なし）

### 天保暦
1844年の天保暦では入梅は「太陽黄経80°の日」とされた。以前の（貞享暦以来の）入梅の定義には十干が使われていたため10日幅の変動があったが、それを均した日にほぼ一致する。

## 註
1. ↑  『理科年表』二十四節気, 雑節
2. ↑  平山輝男（1992–1994）『現代日本語方言大辞典』、明治書院。
3. ↑  『古事類苑』第1巻142頁「梅雨〔日本歳時記〕」
4. ↑  『古事類苑』第1巻143頁「梅雨〔世事百談 一〕」
5. 1 2 3  『古事類苑』第1巻143頁「梅雨〔年中行事故実考 六五月〕」
6. 1 2  『古事類苑』第1巻141頁「梅雨〔仮名暦註解〕」
7. ↑  『古事類苑』第1巻143/144頁「梅雨〔視聴草 六集九〕」